# 匚部
匚部（ほうぶ）は、漢字を部首により分類したグループの一つ。
康熙字典214部首では22番目に置かれる（2画の16番目）。

## 概要
「匚」字は物を受ける器に象る。偏旁では意符として「いれもの」に関わることを示すものを収める。
なお、日本の新字体、中国の簡化字においては次の匸部の「匸」を「匚」に改めたため、字書においても部首を統合していることが多い。

## 部首の通称
- 日本：はこがまえ
- 中国：左方框・三匡
- 韓国：터진입구몸부（teojin ip gu mom bu、開いた口の構の部）
- 英米：Radical Right open box

## 部首字

甲骨文
金文
大篆
小篆

匚
- 中古漢語
  - 広韻 - 府良切
  - 詩韻 - 陽韻、平声
  - 三十六字母 - 非母
- 現代漢語
  - 普通話 - ピンイン：fāng 注音：ㄈㄤ ウェード式：fang1
  - 広東語 - Jyutping:fong1
- 日本語 - 音：ホウ（ハウ）
- 朝鮮語 - 音：방(bang) / 訓：상자（sanja、箱）

- 甲骨文
- 金文
- 大篆
- 小篆

## 例字
- 4:匡・匠、5:匣、8:匪
  - 巨→工部（匚部とする辞書もあるが、「L」字型の部分はたてとよこで独立した筆画を持つため、画数が合わなくなる）